# Albert Meems
Albert Meems (* 1888 in den Niederlanden; † nach 1946) war ein Tiertrainer, Tierhändler und mutmaßlicher Agent der deutschen Abwehr.
Albert Meems war langjähriger Indienreisender für Hermann Ruhe. Mit dem Zoo Mysore betrieb er einen regen Tauschhandel: Für Eisbären aus Spitzbergen, Tukane aus Südamerika und Giraffen, Elenantilopen und Zebras aus Afrika bekam er Elefanten, Tiger und Schlangen.
Ab 1934 lebte er in den USA und gründete eine Tierhandels-Filiale, die sein Bruder William leitete.
Als er 1935 einen Tiertransport aus Westafrika zusammenstellte, ging ihm ein Gaurbulle verloren. Man nimmt an, dass die 1960 von Ruhe dargestellten sehr kleinen jungen westafrikanischen Rundohr-Elefanten aus diesem Import stammen und Zwergelefanten waren.
Ab 1936 betrieb er mit Elias S. Ward die Firma Meems Bros. & Ward in Oceanside, New York und in Sparkill, New Jersey. 1948, als es in Deutschland kaum Devisen gab, bezeichneten sie sich als weltgrößter Importeur. Nachdem um 1961 ein Frachtembargo von Rhesusaffen mittels Schiffen eintrat, wobei der deutlich teuerere Flugtransport erlaubt blieb, wurden sie verurteilt, weil sie die Army Chemical Center Procurement Agency in Maryland nicht beliefert hatten.
1938 war er durch Kapitänleutnant Ludwig Klaps mit Johannes Bischoff vom Nest Bremen in Kontakt gekommen. Im Zweiten Weltkrieg reiste er Ende Oktober und Ende Dezember 1939 sowie Mitte Februar und Mitte April 1942 nach England, wo er im Grafton Hotel in der Tottenham Court Road residierte. Der Tierhändler Howard alarmierte die Metropolitan Police und berichtete auch darüber, dass Meemes im Ersten Weltkrieg 1914 bis 1918 in Brasilien spioniert habe. Meems soll Schiffs- und Truppenbewegungen von Bentheim nach Bremen telegrafiert haben. Im ersten Quartal 1940 war er mehrfach in Frankreich und soll über französisch-britische Truppen an der belgisch-französischen Grenze berichtet haben. Danach reiste er 1942 mit einem Schweizer Visum nach Indien. 1946 wurde er in der amerikanischen Zone festgenommen und in die Niederlande gebracht.